# Doktor Zło
Doktor Zło (ang. Dr. Evil; właśc. Douglas „Dougie” Powers) – fikcyjna postać filmowa grana przez kanadyjskiego komika Mike’a Myersa w serii filmów o Austinie Powersie, parodiujących kino detektywistyczne z lat 60. XX wieku. Jest głównym czarnym charakterem serii. Postać doktora Zło stanowi wyraźną parodię Ernsta Stavro Blofelda, szefa fikcyjnej organizacji terrorystycznej WIDMO znanej z filmów o Jamesie Bondzie.

## Historia
Doktor Zło urodził się w latach 40. Jest synem sir Nigela Powersa i bratem swego największego wroga Austina Powersa, jak okazuje się w jednym z filmów. Doktor Zło nie ustaje w próbach sterroryzowania ludzkości i zdobycia władzy nad światem. Przez sześć lat studiował w medycznej akademii zła. W pierwszym z filmów zostaje zahibernowany w 1967 r. i odmrożony w 1997. Podobnie jak jego przeciwnik, Austin Powers, ma duże problemy z zaaklimatyzowaniem się w nowej rzeczywistości.

## Cechy charakterystyczne
Jego nieodłącznymi towarzyszami są: bezwłosy kot perski, Pan Bigglesworth (kolejna aluzja do postaci Blofelda) i własny klon, Mini-Me. Charakterystycznym gestem wykonywanym przez Doktora Zło jest podnoszenie do ust małego palca prawej ręki, zainspirowane gestem doktora Reksa z jednej z części znanego w latach 50. serialu Strefa mroku.

## Filmy
- 1997: Austin Powers: Agent specjalnej troski (Austin Powers: International Man of Mystery)
- 1999: Austin Powers: Szpieg, który nie umiera nigdy (Austin Powers: The Spy Who Shagged Me)
- 2002: Austin Powers i Złoty Członek (Austin Powers in Goldmember)

## Tłumaczenia
- Chorwacki: Doktor Zloćko
- Duński: Dr. Ond
- Fiński: Tohtori Paha
- Francuski (Francja): Docteur Denfer
- Francuski (Québec, Kanada): Docteur Terreur
- Grecki: Δόκτωρ Κακός
- Hiszpański: Doctor Maligno
- Islandzki: Doktor Illur
- Kataloński: Dr. Mal
- Norweski: Doktor Ond
- Portugalski (Brazylia): Doutor Mal
- Rosyjski: Доктор Зло (Doktor Zło)
- Słoweński: Doktor Zloba
- Szwedzki: Doktor Ond
- Węgierski: Doktor Genya
- Włoski: Dottor Male